# 山崎博昭

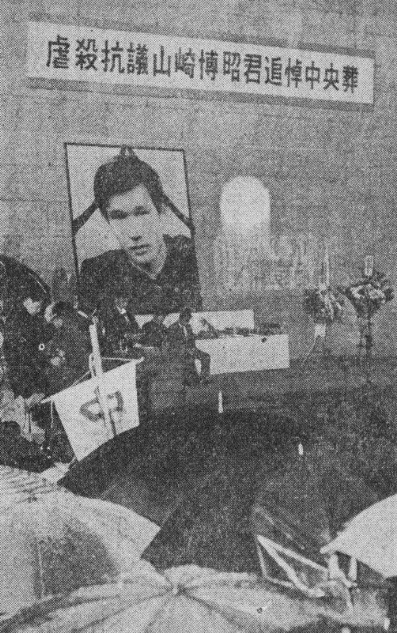
1967年10月17日に開かれた「虐殺抗議山崎博昭君追悼中央葬」

山崎 博昭（やまざき ひろあき、1948年11月12日 - 1967年10月8日）は、日本の学生活動家である。第1次羽田事件で死亡した学生として知られる。

## 人物
高知県生まれ。大阪市立茨田中学校、大阪府立大手前高等学校卒業。1967年京都大学文学部に入学し、同年４月に革命的共産主義者同盟全国委員会（中核派）に参加。高校時代は「大手前高校社研（社会研究会）」で活動したほか、中核派系の反戦高協大阪府委員会結成に参加している。デモや集会に度々参加し、砂川闘争にも加わっていた。

## 第1次羽田事件での死
1967年10月8日の第1次羽田事件（佐藤栄作首相の南ベトナム訪問阻止運動）に参加。羽田空港への突入を図る学生らと機動隊が海老取川に架かる弁天橋で激しい攻防を展開し、機動隊から奪った警備車兼放水車を暴走させるなど学生が激しく機動隊を攻撃する中、警備車が通った後に倒れているのを発見された。すぐに機動隊員に救助されたが、死亡が確認された（享年18）。
山崎の訃報を聞いた父親は「バカなやつだ」と言って自宅に閉じ籠もり、母親も「東京まで行って確かめるまで何も申せません」と語って涙をこらえていた。
1967年10月17日、日比谷野外音楽堂において、虐殺抗議・山崎博昭君追悼中央葬が開催され、井上清が弔辞を、樺俊雄が詩を読んだ。また、10月23日には日中友好協会(正統)ほか主催の愛国学生山崎博昭追悼集会が開催された。
遺骨は大阪府交野市の平和台霊園に埋葬されている。

## その死を巡る議論
「仲間の運転する警備車に轢かれて死んだ」と警察側は発表し、運転していたとする学生を逮捕したが、立件できずに不起訴とした。一方、死亡直後、東京都監察医務院は「死因は脳挫滅」とする死体検案書（1967年10月9日、大田区役所発行）を発表しており、全裸の遺体に対面した遺族と弁護団は、警察の発表した「轢殺痕＝タイヤ痕」は「存在しなかった」と証言している。弁護士・小長井良浩は、死因をめぐる警察発表の疑惑、矛盾を『社会新報』1967年10月18日号、『朝日ジャーナル』1967年12月24日号で追及している。
ただしこれについては、9日の司法解剖を行った慶應義塾大学医学部教授が、石やこん棒などで受けたような部分的な骨の陥没や打撲傷は認められず、タイヤの明らかな痕跡はないものの、タイヤでついたとみられるような負傷が顔の左側にあることや頭・腹・胸にかけて重量のあるもので圧迫された痕跡があることから、重量のある車両に轢かれて死亡したことが最も強く考えられると一定の説明をしている。さらに、山崎を轢いた直後に居合わせた学生らが警備車両を水で洗って指紋を消そうとしていたことや、内部のハンドルから学生らの指紋が検出されたことも報じられ、車両に乗り込んで運転席から顔を出す学生の写真や暴走する車両の映像も記録されている。由紀草一は、反体制側は一貫して山崎が権力によって虐殺されたのだと留保なく主張し続け、自身もかなり後になるまでそうだと信じていた、と自著で述べている。
山崎の死因について山本夏彦はコラムで以下のように述べている。
羽仁五郎も、山本と同様の論法を用いた。羽仁は『諸君!』1972年5月号の志水速雄との対談「真理は少数にある」（山岳ベース事件について）の中で、「権力をもっているものが人民を隅に追い込んでいった結果、そこに発生したことがらの全責任は権力を握っている側にあるんですよ」と発言している。また、渡部昇一は自著で、樺美智子が死亡した際に当時の東京大学総長茅誠司が「純粋な学生を怒らせた岸内閣が悪い」と発言したと述べている。

## 余波
この羽田闘争について、南ベトナムのサイゴン大学学生連合は執行委員の署名入りで「佐藤首相の南ベトナム訪問に反対し、日本の学生と連帯してベトナムの平和と独立を守るために戦う」という声明を発表。また、南ベトナム解放民族戦線カイロ駐在代表のレ・クアン・チャンは、「われわれは佐藤訪問に反対する日本国民の英雄的行為をたたえ、かつこれに感謝する。デモのさい死亡した学生の家族には心からおくやみをいいたい」という談話を発表した。また、大江健三郎は山崎の残したノートを見て「なお教条的なものを可能なかぎり深く勉強しようとつとめている若者なのだ、とすれば、僕はもっと彼らの声に耳を傾けたい」とコメントしている。
この事件の後、学生たちは頭部を守るため、ヘルメットを着用するようになった。山崎の死は、安保闘争の樺以来の学生運動での死であったが、樺のような広範の同情と共感を呼び起こさなかった。これを指摘した高木正幸は、すでに学生運動が孤立化していること、学生層を孤立に追いやった既成左翼など革新陣営の責任を指弾する声が強かったと述べている。いっぽう小林哲夫は、山崎の死は樺と同じくらい、大学生の多くを学生運動にかかわらせる呼び水になった、高校生にも政治意識を持たせるきっかけになった、と主張している。運動者側は以後、70年安保闘争に向けて、佐世保、王子、三里塚闘争、沖縄、全共闘運動と、学生運動・反戦運動が高揚した。